# تولید قراردادی
تولید قراردادی یا سازنده قراردادی (انگلیسی: Contract manufacturer)، نوعی برون‌سپاری است و به تولیدکننده‌ای اطلاق می‌شود، که با هدف تولید قطعات یا محصولات یک شرکت دیگر، با آن شرکت قرارداد منعقد می‌کند. در این فرایند، سازنده قراردادی اغلب عملیات بسته‌بندی را انجام می‌دهد. بسیاری از صنایع در فرایندهای تولید خود، از سازنده‌های قراردادی استفاده می‌کنند، که بیشترین کاربرد آن در حوزه‌های هوافضا، صنایع جنگ‌افزاری، فناوری اطلاعات، حوزه انرژی، تجهیزات پزشکی و مراقبت‌های شخصی، صنایع غذایی، بسته‌بندی و صنعت خودروسازی می‌باشد.
این نوع از تولید هنگامی صورت می‌پذیرد که کارخانهٔ تولیدی خود هنوز برند تجاری‌ای ندارد ولی مشتریان بالقوه‌ای دارد که خواهان محصولات تولیدی هستند. در تولید قراردادی، کارفرما فرایند تولید و آزمایش را در کارخانه (مجری) به استناد قرارداد کتبی فی مابین، اجرایی می‌کند.

## قرارداد تولید قراردادی
قرارداد تولید برندی محصول، قراردادی محضری است که میان کارفرما و پیمانکار با هدف تولید محصول و قطعه در بازه زمانی معین و با لحاظ کرد تمامی ضوابط یک قرارداد حقوقی منعقد می‌شود.
تولید برندی که متعلق به کارخانهٔ تولید کننده نمی‌باشد، مستلزم یک قرارداد دقیق می‌باشد که طی آن مالک قطعی برند به‌طور دقیق مسیولیت‌های قانونی برند را با ذکر صریح جزئیات به عهده می‌پذیرد. نام فرآورده مورد سفارش، مدت قرارداد، نام تجاری، در قرارداد صراحتاً معین و مشخص می‌گردد و صفحات ممهور به مهرو امضاء هردوطرف قرارداد می‌شود. در کشور ایران تولید قراردادی، قرارداد ساخت و ظرفیت خالی تولید نیز نامیده می‌شود.